# Thecla minthe
Thecla minthe är en fjärilsart som beskrevs av Frederick DuCane Godman och Osbert Salvin 1877. Thecla minthe ingår i släktet Thecla och familjen juvelvingar. Inga underarter finns listade i Catalogue of Life.